# 雷南·富恩特亚尔瓦·莫埃纳
图利奥·雷南·富恩特亚尔瓦·莫埃纳（西班牙語：Tulio Renán Fuentealba Moena，1917年4月19日—2021年10月1日），智利政治人物。

## 生平
1917年生于塔爾卡瓦諾。曾就读于康塞普西翁大学和智利天主教大学，担任律师工作。1935年加入长枪党，1943年当选长枪党青年全国主席。1947年至1950年，担任伊亚佩尔市议员。1957年至1961年，担任智利众议院议员。1957年参与创立基督教民主党，并于1961年至1965年担任该党主席。1965年当选智利参议院议员。1973年智利政变后流亡委内瑞拉和哥斯达黎加，1983年回国。1990年至2001年，担任科金博大区区长。2021年10月1日逝世。

## 荣誉
- 拉塞雷纳大学荣誉博士（2018年）[3]